# Emisum
Emisum o Iemsium va ser el segon rei de Larsa i va regnar aproximadament entre els anys 1940 aC i 1912 aC segons una Llista de reis de Larsa. Consta també a la Llista dels reis de Babilònia. Era fill de Naplanum, i d'origen amorrita.
Pràcticament no hi ha inscripcions del seu regnat, i poca cosa se sap d'ell a part del seu nom. Fins i tot seria possible que no fos un rei independent i estaria sotmès als reis d'Ur o potser als d'Isin.